# Rio das Ostras
Rio das Ostras este un oraș în Rio de Janeiro (RJ), Brazilia.
Municipalitatea a fost afectată de impactul asupra mediului cauzat de poluarea plajelor, a râurilor și a lagunelor din cauza lipsei de salubritate de bază și a degradării mediului datorită ocupațiilor ilegale din zonele de protecție a mediului pentru protejarea și conservarea atributelor biotice (faună și floră). Descărcarea de canalizare clandestină din locuințe și întreprinderi a cauzat eutrofizarea în ecosistem într-un mod agresiv.
Corupția sistemică a municipalității a început din emanciparea politico-administrativă a acesteia la 10 aprilie 1992 și a distrus o mare parte din Rio das Ostras că până în prezent nu există niciun tip de salubritate de bază. Lipsa apei potabile, a apelor uzate, a pardoselilor publice și a transportului public reprezintă probleme vechi și sistemice pentru o municipalitate care a primit trei miliarde de redevențe pentru petrol.

În zilele noastre, o mare parte a litoralului din Rio das Ostras suferă de avansul mării, de eroziuni și de construcții neregulate neregulate. În mediul urban există o creștere semnificativă a mahalalelor, a violenței, a șomajului și a inegalității sociale. Lipsa salubrității de bază afectează fiecare municipalitate.
1. ↑   https://www.ibge.gov.br/cidades-e-estados/rj/rio-das-ostras.html Lipsește sau este vid: |title= (ajutor)